# 1492: Conquest of Paradise
1492: Conquest of Paradise är ett musikalbum av den grekiska electromusik-artisten Vangelis. Det utgavs 1992. Albumet är soundtrack till filmen 1492 - den stora upptäckten, som kom samma år.

## Låtförteckning
1. Opening – 1:20
2. Conquest of Paradise – 4:47
3. Monastery of La Rabida – 3:37
4. City of Isabel – 2:16
5. Light and Shadow – 3:46
6. Deliverance – 3:28
7. West Across the Ocean Sea – 2:52
8. Eternity – 1:59
9. Hispañola – 4:56
10. Moxica and the Horse – 7:06
11. Twenty Eighth Parallel – 5:14
12. Niña, Pinta, Santa Maria (into Eternity) – 13:20